# Burg (Heraldik)
Die Burg als Bauwerk hat auch in die Heraldik Einzug gehalten. Viele Wappen tragen ein stilisiertes Bauwerk im Schild. 
Die Burg wird oft mit zwei Türmen an der flankierenden Mauer dargestellt. Seit dem Verfall der Heraldik sind die Varianten reichhaltig. Besonders in den Stadt- und Ortswappen ist sie häufig verbreitet. Oftmals ist sie eine Nachbildung der realen Schlösser und Burgen im Einzugs- oder Herrschergebiet der Wappenträger. Bei der Blasonierung ist das im Schild dargestellte Gebäude so präzise zu beschreiben, dass zwei Wappenmaler ein gleiches Ergebnis erzielen. Die Beschreibung nennt die Anzahl und Stellung der Türme (fehlen selten, aber sind allgemein auf eine Anzahl von drei bis vier begrenzt, Bauweise wie rund oder eckig, Dachausführung und Farbe (Tingierung)). 
Das Burgtor kann geschlossen oder offen sein, ein Fallgitter kann als gezogenes oder als geschlossenes dargestellt werden. Kombinationen sind möglich. Wichtig ist die mittige Lage des Tores. Die Fenster werden oft als tagbelichtet, das heißt in gold (manchmal auch silber) dargestellt.
Die Burgmauern auf einigen Wappen tragen Heilige oder andere Figuren. Oft sind diese Figuren wachsend, nur ein Teil ist also zu sehen. 
Eine eigene Gruppe innerhalb der Burg-Wappen bilden die Varianten mit nur einem Turm. Der Turm wird in diesem Fall mit einem Wappentier zum Halten des Bauwerkes dargestellt.
Zur Gruppe Burg sind auch die Darstellungen von Häusern, einschließlich eigenständiger Giebel- und Toransichten, Fensterabbildungen, Brücken und Stege hinzuzurechnen. Selbst die Präsentation von Kirchengebäuden gehören hierher. In der Handhabung (Farbgebung und Stilisierung) unterscheiden sie sich nicht von den heraldischen Darstellungen, einschließlich der Beschreibung, wie es zur Burg bereits erwähnt wurde.

Turm im Wappen von Bergen mit wachsendem Löwen
Burg im Wappen der Stadt Burg (bei Magdeburg)
Burg im Wappen von Castell, redend
Turm im Wappen von Dohna
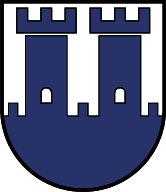
Burgzinnen im Wappen von Fließ (Tirol)
Burg im Wappen von Hamburg
Burg im Wappen von Magdeburg
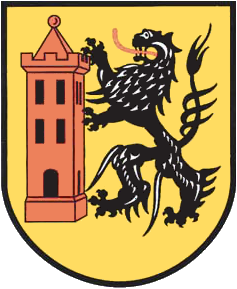
Turm im Wappen von Meißen wird vom Löwen gehalten
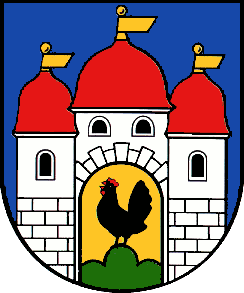
Burg im Wappen von Schleusingen
Redendes Wappen der Stadt Wolfsburg